# Saint-Bihy
Saint-Bihy é uma comuna francesa na região administrativa da Bretanha, no departamento Côtes-d'Armor. Estende-se por uma área de 8,25 km². Em 2010 a comuna tinha 268 habitantes (densidade: 32,5 hab./km²).